# SlimBrowser
SlimBrowser — переработанный китайскими программистами проект Chromium с открытым исходным кодом, который не отправляет любые данные об использовании обратно в Google, как это делает Chrome. Кроме того, SlimBrowser снабжен самыми передовыми технологиями противодействия отслеживанию, которые предотвращают любые попытки вторжения в вашу личную жизнь (например, отслеживание вашей личности или профилирование вашего поведения) со стороны докучливых компаний.

## Особенности
В программе имеется встроенный блокиратор всплывающих окошек, работающий по заданным профилям (присутствует возможность восстановления неправильно закрытых окон), есть поддержка «облегченного» поиска в главных поисковых сервисах, автозаполнение форм, автоматический ввод логинов и паролей, присутствует возможность «на лету» исправлять ошибки в скриптах, собственный менеджер загрузок,  поддерживается смена скинов и еще очень много полезных функций.
Начиная с V6.0, SlimBrowser принял многопроцессную архитектуру для повышения стабильности и устранения ограничений производительности, связанных с традиционными однопроцессными браузерами. SlimBrowser включает полнофункциональный заполнитель форм с поддержкой нескольких идентификаторов в V6.01.
Семейство Windows 9x начиная с версии 6.0 не поддерживается (доступна версия 7.0).
SlimBrowser стал одним из двенадцати браузеров, предлагаемых для пользователей Европейского экономического пространства  Microsoft Windows  в 2010 году.
FlashPeak также выпустил два клона SlimBrowser с различными движками от Trident: кроссплатформенный Slimjet, который использует Chromium и SlimBoat, который использовал WebKit, но SlimBoat больше не поддерживается. Flashpeak также рекомендует пользователям SlimBrowser перейти на SlimJet, поскольку поддержка SlimBrowser в ближайшем будущем будет прекращена.